# Shriek - Hai impegni per venerdì 17?
Shriek - Hai impegni per venerdì 17? (Shriek If You Know What I Did Last Friday the Thirteenth) è un film del 2000 diretto da John Blanchard.
Uscito nei cinema italiani il 24 agosto 2001, il film è una parodia di Venerdì 13, So cosa hai fatto e Scream.

## Trama
Susy, sola in casa, riceve una telefonata minacciosa da parte di un serial killer: l'uomo, armato di un coltello, la raggiunge, vestito con un cappuccio nero e una maschera da hockey, ma si dimostra maldestro come carnefice, fino ad essere addirittura deriso. Nonostante la sbadataggine del killer, la donna si distrae mentre scappa nel giardino e muore fulminata da una zanzariera. Dopo essersi dato fuoco per sbaglio, la maschera si scioglie assumendo una forma simile a quella di Ghostface.
La drammatica notizia mette in apprensione gli studenti del Liceo Bulimia Falls: cinque ragazzi di questa scuola (Martina, Barbara, Slab, Bozzo e Dawson) sono perseguitati dallo stesso killer. Il poliziotto che dovrebbe sorvegliarli, Frollo, è distratto perché innamorato della giornalista locale Calamy Jeans e pertanto l'assassino ha buon gioco nel mietere vittime.
I ragazzi commettono errori che li portano alla morte; se ne salvano solo due, Martina e Dawson, che alla fine riescono a smascherare e neutralizzare il killer: si tratta di Tosto, il cugino identico nonché perfido di Frollo. I due giovani possono così brindare allo scampato pericolo e scoprirsi reciprocamente innamorati. Bozzo (che non era morto sul serio) riesce invece a realizzare il suo sogno di perdere la verginità, dopo aver preso perfino una confezione intera di Viagra.

## Distribuzione
Il film negli Stati Uniti e in Inghilterra uscì direttamente in home video. In Francia uscì col titolo Scary Scream Movie, e in Svezia intitolato Scary Video.

## Adattamento italiano
Per mantenere i doppi sensi originali, la traduzione ha dovuto adattare alcuni nomi dei personaggi fittizi. Boner è diventato Bozzo, Hagita Utslay è stato tradotto con Calamy Jeans, Doughy è stato riscritto come Frollo, Madame la Tourneau è stata italianizzata come Madame De Pompiner, la professoressa Kevorkian è diventata professoressa Vaghina mentre il professore Hasselhof è diventato professor Bastard. I cognomi Primesuspekt e Frombehind sono stati tradotti Sospettini e Lopiglia.

## Collegamenti ad altre pellicole
- Prima che la maschera del killer diventasse quella di Ghostface era una maschera di hockey, un tributo a Jason Voorhees della saga Venerdì 13.
- Nelle prime scene, quando il killer interroga la ragazza, lei dice di aver affittato dei film come "Via col Ventre", "Tutti i cazzi per Mary", "Il glandiatore", "Biancaneve sotto i nani" e "La caricano in 101". Chiaro riferimento ai classici del cinema.
- Il personaggio di Dawson è chiaramente ispirato a Dawson Leery, protagonista di Dawson's Creek.
- La scuola usata è la stessa del film Amiche cattive.
- Quando Julie Benz, all'inizio del film, dice "stupida strega" citando Shannen Doherty, è un tributo alla serie televisiva Streghe, nonché una pubblicità al film Scuola diabolica per ragazze, pellicola che vede protagoniste sia la Benz che la Doherty.
- La scena del frigo è un tributo al film Kingpin.
- La lanterna usata dal killer è simile a quella di Halloween III: il signore della notte.
- La scena nella quale a Barbara si gonfia il viso per colpa delle api dopo essere stata uccisa, è stata copiata dal film È tutta fortuna, nel quale a Martin Short si gonfia il viso nello stesso modo.
- Martina cerca di spiegare agli amici le "regole" per sopravvivere in una parodia horror, così come in Scream vengono elencate le varie regole per sopravvivere ad un serial killer, diverse nei vari film.
- La scena in cui il killer cerca di uccidere uno studente con il filo interdentale è molto simile a quella in cui Angela Baker cerca di uccidere dei campeggiatori con la corda di una chitarra in Sleepaway Camp II: Unhappy Campers.
- In una scena Slab balla Grease Lightning, colonna sonora del film Grease ma i compagni dell'officina non si lasciano trasportare dal ritmo come Slab vorrebbe.
- Le scene in cui i ragazzi ricevono un bigliettino anonimo è un tributo a So cosa hai fatto. Inoltre Julie Benz fa la parodia del ruolo interpretato da Sarah Michelle Gellar nell'omonimo film.
- Il personaggio dell'insegnante Mrs. Tingle, si rifà al ruolo interpretato da Helen Mirren in Killing Mrs. Tingle.
- L'istruttore di nuoto si chiama Mr. Hasselhof, tributo a Baywatch.
- Quando scoperta l'identità del killer, si scopre che è il gemello del poliziotto, la giornalista Calamy Jeans dice "Ah, come Schwarzenegger e DeVito". Un ironico tributo al film I gemelli.
- Il regista si è chiaramente ispirato alla serie televisiva animata Marsupilami (Salta sui rami) nella scena fulcro in cui la protagonista bionda, Barbara, cerca di fuggire dal garage.
- In una scena il killer cerca di uccidere Slab con un'automobile 50 Style. Lo schema dei colori è molto simile a quello di Christine, la macchina infernale.
- Botso fa un patto per perdere la verginità prima del diploma. Una similitudine con American Pie. Inoltre spera (inutilmente) di andare a letto con la bella svedese dello scambio culturale ospite a casa sua, proprio come il protagonista di American Pie.
- La canzone Pretty in pink, colonna sonora del film Bella in rosa, viene cantata in un frammento del film.
- La Banjo music suonata mentre Barbara è in garage, è simile a Dueling Banjos, colonna sonora di Un tranquillo weekend di paura.
- La scena dell'esplosione della testa, è un riferimento al film Scanners.
- Il film si svolge ad Halloween, tributo a John Carpenter.
- La scena in cui Botso tenta di sedurre una ragazza ma viene colpito da un infarto dopo aver visto il killer con una motosega, è una parodia di Non aprite quella porta.
- In una scena Barbara si rivolge ad un bimbetto assomigliante in tutto e per tutto a Chucky, il bambolotto del film La bambola assassina. Lei stessa si rivolge a lui dicendo: "Ciao Chucky!" e lui le risponde, affilando dei coltelli, "Vuoi giocare con me?".
- Quando i ragazzi camminano a rallentatore in mezzo alla gente è una citazione del film Le iene. Anche la musica di quella scena ricorda molto quella del film.
- Nella scena della Manicure, delle ragazze escono dalla stanza con degli artigli sulle dita, chiaro riferimento a Freddy Kruger della saga di Nightmare.
- In una scena, Barbara viene attaccata in bagno dal killer ma si salva mangiando una Mentals. Una chiara presa in giro alle note caramelle Mentos, la musica di sottofondo ne ricalca il jingle pubblicitario più famoso.
- La tv per cui lavora la giornalista si chiama EMPTYV. Un divertente gioco di parole alla ben nota MTV.
- In una scena, Martina e il killer fanno una gara di velocità e gli viene data una bevanda per dissetarsi, la Killerade. Una presa in giro alla nota bevanda Gatorade, la scena inoltre ricalca lo spot in voga all'epoca del film.
- In una scena Dawson vede un film Tutti i cazzi per Mary. Una presa in giro del film Tutti pazzi per Mary.
- In una scena il poliziotto interroga Dawson e fa un identikit da cui spunta un disegno simile a quello di Rose in Titanic.
- Nella scena della casa, quando Dawson e Martina rientrano dalla porta principale trovano il killer che scende le scale su uno slittino da neve come nel film Mamma, ho perso l'aereo; inoltre Dawson mima anche la famosa espressione di Kevin nello stesso film.
- In una scena del film viene detto che un certo Spacey Witter si sbatte l'insegnante di francese con chiaro riferimento alla serie Dawson's Creek, l'insegnante però si rivela una donna di mezz'età bruttina e rozza.
- Quando Martina rivela il trucco dell'assassino per alterare la voce (un ventilatore), Dawson lo usa per dire "Sono tuo padre", come Dart Fener in Guerre stellari - L'Impero colpisce ancora.
- In una delle ultime scene viene inquadrato Tosto, che, apparentemente morto sbatte le palpebre per poi alzarsi dal lettuccio e prendere del caffè. Chiaro riferimento alla scena finale di Venerdì 13: Jason vive.
- Nella scena in cui Dawson va ad iscriversi alla scuola e il preside gli assegna Botso come guida, subito dopo, lo stesso preside chiama una ragazza di nome Mary, bionda con la frangetta alzata; altro chiaro riferimento al film Tutti pazzi per Mary (la cui colonna sonora è riproposta nella stessa scena).
- La sequenza nella quale Botso cerca di spiare le ragazze sotto la doccia, forando una parete con un trapano a manovella è una chiara citazione del film Porky's, inoltre vicino al punto in cui Botso si mette a trapanare c'è uno scheletro con un cartello su cui è scritto "Property of Pee Wee", ossia "proprietà di Pipino".
- In una delle scene nella casa compare in uno specchio la scritta REDRUM, in riferimento a Shining.
- Nella scena finale compare tra le volanti accorse sul luogo del delitto una Ford Gran Torino bianco-rossa, in riferimento a quella usata nella serie Starsky & Hutch.
- Quando alla festa a casa di Slab arriva la notizia della morte del preside, gli invitati corrono per raggiungere il luogo dell'omicidio prima della polizia, sperando di poter giocare a "Week-end con il morto", chiaro riferimento al film.

## Film parodiati
- Scream
- So cosa hai fatto
- American Pie
- Non aprite quella porta
- Grease
- I gemelli
- Titanic
- Scanners
- Mamma, ho perso l'aereo
- Venerdì 13: Jason vive
- Suspiria
- Christine, la macchina infernale
- Scary Movie